# Antoni Vadell Ferrer
Antoni Vadell i Ferrer (Llucmajor, Mallorca, 17 de maig de 1972 - Barcelona, 12 de febrer de 2022), bisbe mallorquí, fou el bisbe titular d'Urci i auxiliar de Barcelona des de 2017.

## Biografia
Nascut a Llucmajor (Mallorca) el 17 de maig de 1972, va cursar Filosofia i Teologia al Seminari major de Mallorca i es llicencià en Teologia per l'Ateneu Pontifici Salesià de Roma.
Fou ordenat prevere el 31 de maig de 1998 a la parròquia del Beat Ramon Llull a Son Cotoner (Palma), on va iniciar la seva activitat pastoral i fou vicari parroquial entre els anys 1998 i 2006. Va combinar la tasca parroquial amb la catequètica i educativa com a professor del Centre d'Estudis Teològics de Mallorca i de l'Institut d'Estudis Teològics del Laïcat i professor convidat a la Universitat de les Illes Balears. Assumí la responsabilitat de rector del Seminari menor de Mallorca (1999-2006) i també va ser delegat diocesà de Pastoral Vocacional i formador del Seminari major (2002-2006), així com delegat diocesà de Pastoral Catequètica i Litúrgica de la diòcesi mallorquina entre 2009 i 2013. També va ser vicari parroquial de Sant Josep Obrer i del Cos de Crist entre els anys 2009 i 2014.
El 2017 era vicari episcopal per l'Evangelització, des de 2013, rector de la Unitat Pastoral de la Mare de Déu de les parròquies de Santa Maria la Major, Sant Domingo i Crist Rei d'Inca, de Sant Llorenç de Selva, la Immaculada Concepció de Caimari, Sant Joan Baptista de Mancor, Santa Tecla de Biniamar i la Nativitat de la Mare de Déu de la Lloseta, des de 2014, i professor de l'Institut Superior de Ciències Religioses de Mallorca (ISUCIR).
El 19 de juny de 2017 el papa Francesc el va nomenar bisbe de la Seu titular d'Urci i auxiliar de Barcelona per ajudar en les tasques de l'arquebisbe Joan Josep Omella a l'Arquebisbat de Barcelona. En el moment de ser designat era un dels bisbes més joves de l'Estat espanyol. Va ser consagrat bisbe pel cardenal Joan Josep Omella el dia 9 de setembre de 2017 a la basílica de la Sagrada Família de Barcelona. Va ser un dels principals col·laboradors del cardenal arquebisbe Joan Josep Omella.
El juliol del 2021 li van detectar un càncer de pàncrees i el desembre va ingressar en estat molt greu a l'hospital Clínic de Barcelona. Va morir el 12 de febrer del 2022 amb 49 anys a conseqüència del càncer.